# Corbère-les-Cabanes
Corbère-les-Cabanes (catalansk: Corbera de les Cabanes) er en by og kommune i departementet Pyrénées-Orientales i Sydfrankrig.

## Geografi
Corbère-les-Cabanes ligger 20 km vest for Perpignan. Nærmeste byer er mod nord Millas (6 km), mod sydøst Thuir (8 km), mod vest Corbère (2 km) og Saint-Michel-de-Llotes (6 km) og mod nordvest Ille-sur-Têt (6 km).

## Demografi

### Udvikling i folketal
| 1962                                                              | 1968 | 1975 | 1982 | 1990 | 1999 | 2007 | 2012  | 2017  |
| ----------------------------------------------------------------- | ---- | ---- | ---- | ---- | ---- | ---- | ----- | ----- |
| 575                                                               | 557  | 500  | 535  | 663  | 844  | 966  | 1.125 | 1.070 |
| Tal fra og med 1962 er uden dobbelttælling (sans doubles comptes) |      |      |      |      |      |      |       |       |